# کیرشوایلر
کیرشوایلر (به آلمانی: Kirchweiler) یک شهر در آلمان است که در فولکانایفل واقع شده‌است. کیرشوایلر ۳۸۸ نفر جمعیت دارد.